# ديك هاريس
ديك هاريس هو سياسي كندي، ولد في 6 سبتمبر 1944 في فانكوفر في كندا. حزبياً، نشط في حزب المحافظين الكندي. وقد انتخب عضو مجلس العموم الكندي.